# Bruixa (papallona)
La bruixa (Brintesia circe) és una espècie de lepidòpter papilionoïdeu de la família dels nimfàlids (Nymphalidae) present als Països Catalans.

## Distribució
Es distribueix pel centre i sud d'Europa (incloent les illes de Còrsega, Sardenya, Sicília, Tasos i Lesbos; absent a les Balears), Turquia, Iran i fins a l'Himàlaia. A la península Ibèrica es troba arreu exceptuant la costa cantàbrica.

## Descripció
Als Països Catalans es pot confondre amb Hipparchia fagi i Hipparchia alcyone, però es pot diferenciar fàcilment gràcies a la taca blanca a la zona discal del revers de les ales posteriors.

## Hàbitat
Normalment habita zones seques, arbustives i herboses. L'eruga s'alimenta de gramínies tals com Bromus, Festuca, Brachypodium phoenicoides, Carex, etc.

## Període de vol
Vola en una sola generació entre començaments de juny i mitjans de setembre, segons la localitat.